# Gemini 6A
Gemini 6A byl pátým pilotovaným kosmickým letem uskutečněným v rámci amerického kosmického programu Gemini. Let proběhl ve dnech 15. a 16. prosince 1965. Během letu se poprvé podařilo uskutečnit skupinový let dvou lodí ve vesmíru. V katalogu COSPAR získal let označení 1965-104A. Gemini 6A byla devátou americkou pilotovanou kosmickou lodí a celkově 17. lodí s posádkou vyslanou do vesmíru.

## Posádka
- Wally Schirra (2), velící pilot
- Thomas Stafford (1), pilot

### Záložní posádka
- Gus Grissom, velící pilot
- John Young, pilot

V závorkách je uvedený dosavadní počet letů do vesmíru včetně této mise.

## Gemini 6
Původní označení letu bylo Gemini 6 a úkolem jeho posádky ve složení velící pilot Wally Schirra a pilot Thomas Stafford bylo přiblížit se na oběžné dráze kolem Země k cílovému tělesu Agena Target Vehicle a spojit se s ním. Cílové těleso měla vynést na oběžnou dráhu kolem Země dne 25. října 1965 raketa Atlas. Ta však šest minut po startu explodovala. Let Gemini 6 tak ztratil smysl a bylo třeba pro něj naplánovat nový let.

## Průběh letu Gemini 6A

### Problémy se startem
Nový let se stejnou posádkou dostal označení Gemini 6A. Jeho úkolem bylo uskutečnit setkání s lodí Gemini 7 (Frank Borman a Jim Lovell), která odstartovala 4. prosince 1965. Při startu Gemini 6A na floridském mysu Canaveral dne 12. prosince 1965 však došlo k závadě. Rozpojil se kontakt na spodku rakety, k čemuž mělo dojít, až když by se raketa opravdu vznesla. V důsledku této poruchy byl přerušen start. Pro případ samovolného vypnutí motorů v této fázi startu měli astronauti instrukci katapultovat se z lodi. Hrozilo totiž nebezpečí, že kdyby k vypnutí motorů došlo až poté, co se raketa pohnula vzhůru, při následném pádu byť z výšky několika centimetrů by mohlo dojít k explozi rakety. Astronauti však zachovali chladnou hlavu, spolehli se na své smysly, které nezaznamenaly žádný vertikální pohyb, nekatapultovali se a Gemini 6A tak zůstala nadále schopna letu. Přestože nebylo času nazbyt – Gemini 7 již byla na oběžné dráze – inženýrům se podařilo vyřešit problémy se startem a 15. prosince 1965 v 13:37:26 UTC se konečně start Gemini 6A uskutečnil.

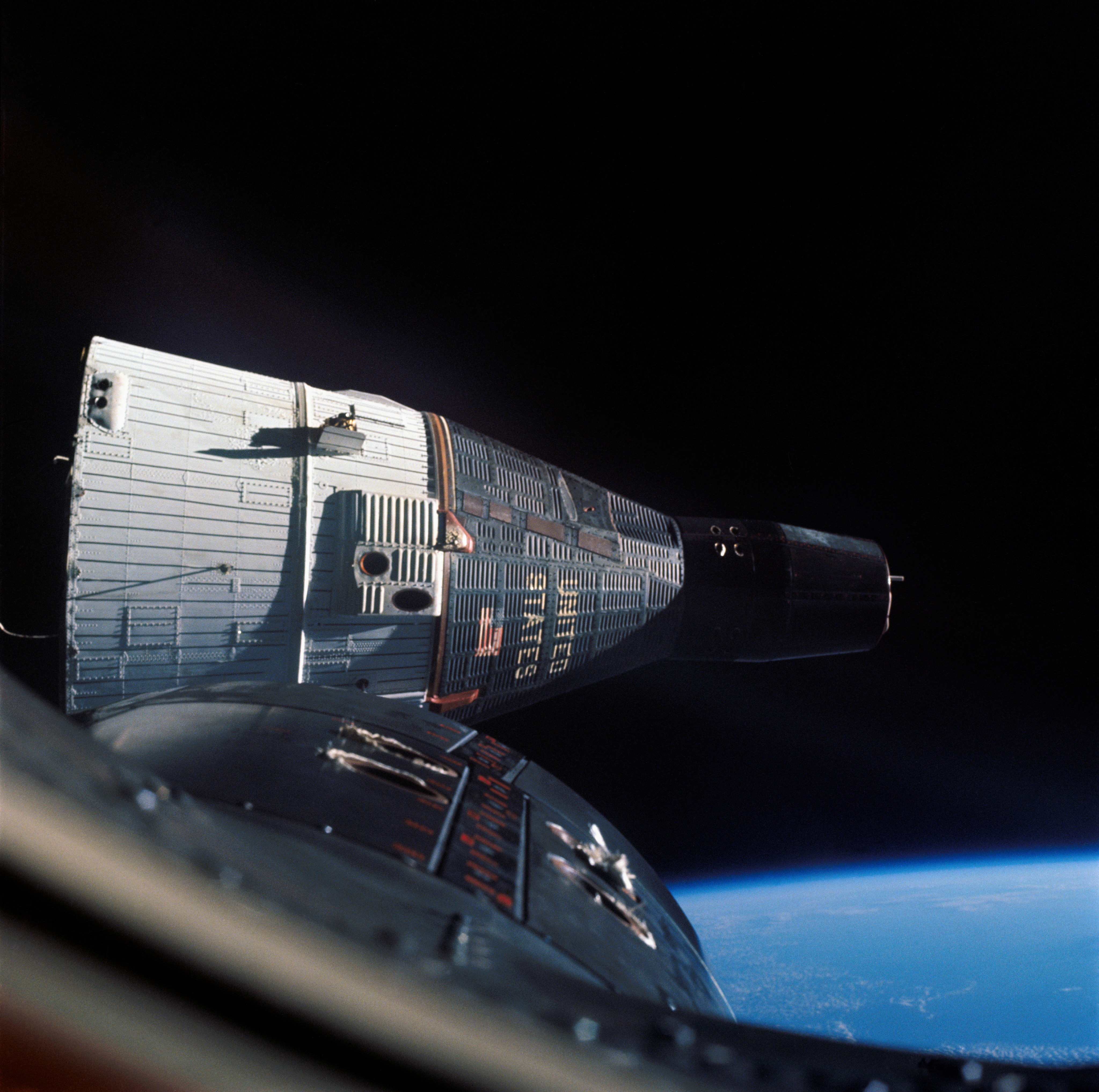
Přiblížení Gemini 6A a 7

### Operace na oběžné dráze
Po dosažení kosmického prostoru byla loď navedena na oběžnou dráhu 161,0 x 259,4 km. V té chvíli byla Gemini 6A vzdálena od Gemini 7 1900 km. Pomocí motorických manévrů se Gemini 6A dostala na přechodovou dráhu ke Gemini 7 a lodě se začaly přibližovat. V 16:59 UTC byl navázán radarový kontakt mezi loděmi a v 19:33 UTC oznámil Stafford, že se lodi přiblížily na vzdálenost 36 m. Jemným manévrováním oblétávala Gemini 6A druhou loď, přibližovala se a opět vzdalovala. Při největším přiblížení byla od sebe obě tělesa vzdálena pouhých 0,3 m.
Gemini 7 byla během skupinového letu pasivní a nemanévrovala, neměla na manévry dostatek paliva. Fyzické spojení nemohlo být uskutečněno, protože Gemini 7 k tomu nebyla – na rozdíl od cílového tělesa Agena Target Vehicle – vybavena. O den později kabina Gemini 6A bezpečně přistála v Atlantském oceánu 18 km od plánovaného místa, což bylo tehdy považováno za velmi přesné přistání. Astronauty vzala na palubu čekající letadlová loď USS Wasp.